# ゾ

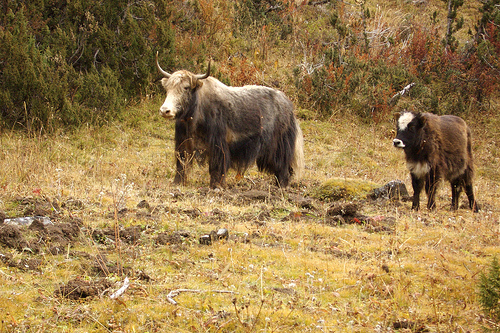
ゾ

ゾ（チベット語: མཛོ་、チベット語ラテン翻字: mdzo）は、ヤクとウシの雑種（交雑種）である。ウシよりも大きく、力強い。ネパールにおいては農耕のために使役される。ゾプキョ、ゾッキョとも、雌のゾはゾモ（མཛོ་མོ་、mdzo mo）と呼ばれる。

## 人間とのかかわり
高山地帯に住む人間にとって、家畜は貴重であり、ヤクは毛・革・肉・乳が取れるため、重要な産業動物とされる。
ヤクは、高山地帯に住み、生育環境が分断され、その影響で固有種が多く存在する。そのため、肉や乳、ヤクバターなどの乳製品には差が生じた。また、ヤクが成獣になるまでも時間がかかる問題もあった。そこで、牛との混血を作ることで、乳と肉の品質向上などの改善が行われた。
生まれた混血は、両親より優れた特性を持つ雑種強勢の特徴が見られる。ヤクよりも温かい気候を好むが、強い足腰、大きな体躯、粗食に耐える耐久性、乳・肉の高い生産力を獲得する。しかし、この特性はゾの子孫には受け継がれない。
肉は牛肉よりも美味とされている。足腰が強いため、荷運び用の駄獣としても活用された。

## 生殖
ヤクと牛の間の環境が異なるため、自然環境での交配は比較的まれであるが、ヤクと家畜を同時に飼育している場合は接触の機会が多く混血を生じやすい。
ネパールにおいてヤクとウシの雑種は雄ヤクと雌牛から作られる方が多く、逆は少ない。雌のゾ（ゾモ）は繁殖可能だが、雄のゾは不妊性である。ゾモはウシとヤク両方の雄と交配が可能である。ゾモと家畜ウシまたは家畜ヤクの雄とを交配させて得られた仔も、家畜ウシまたは家畜ヤクの雄との間で繁殖可能である。このことから、家畜ヤク・家畜ウシの純粋な系統と考えられているものも、それぞれ互いの遺伝子の一部を互いに保持していると推測されている。
宗教的な理由で、混血を嫌う地域があるため、それ以外の地域で行われる。

## 名称について
英語では "dzo" のほかに "zo", "zho" のつづりが見られ、yak（ヤク）と cow（雌牛）を組み合わせた "yakow" という言い方もされている。